# Ascot
Ascot (pronunciat: /ˈæskət/) és una ciutat del Regne Unit, situada al comtat de Berkshire, a uns 40 km al l'oest de Londres. Administrativament forma part del districte de Widsor i Maidenhead (Royal Borough of Windsor and Maidenhead). És famosa per les curses al seu hipòdrom.

## Administració
El territori anomenat Ascot està dividit en tres zones: Ascot pròpiament dit, Ascot Nord i Ascot Sud. Ascot, Ascot Sud i una petita part d'Ascot Nord pertanyen al municipi Sunninghill and Ascot, mentre que la major part d'Ascot Nord pertany al municipi de Winkfield, i estan en el districte de Bracknell Forest.

## Localització

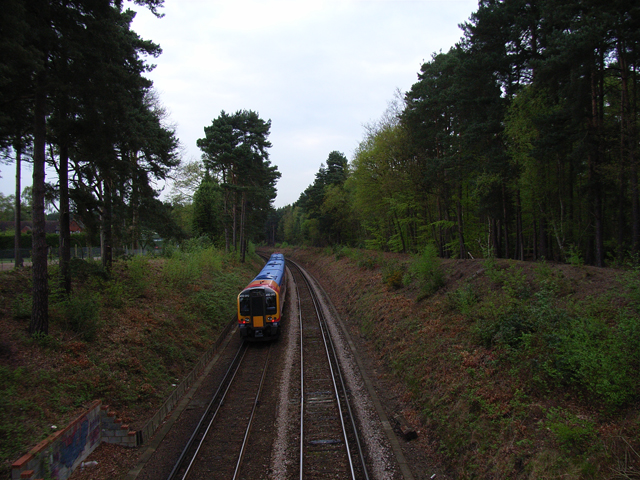
Paisatge des de l'estació d'Ascot.

Ascot està a uns 40 km a l'oest de Londres. Té una estació de ferrocarril, que és una bifurcació de la línia que va de Londres-Waterloo fins a Reading, Bagshot, Aldershot i Guildford. Aquesta estació la va construir la companyia South Western Railway i actualment pertany a la companyia South West Trains.

## Història i llegenda
Hi ha proves de l'existència d'un assentament humà de l'edat del bronze, que es van trobar quan es construïa l'hospital de la ciutat, Heatherwood Hospital. Una llegenda diu que aquí habitava un monstre anomenat Side-hill Winder («el qui rodola per la muntanya»), que era una mena de bou amb dues potes més curtes que les altres, que vivia pels turons i només se'l podia caçar si baixava a la terra plana, que era quan perdia l'equilibri i baixava rodolant.
La paraula Ascot és una deformació anglosaxona de east-cot, on cot és una forma apocopada de cottage, per tant vol dir «cabana de l'est», potser perquè estava a l'est d'una finca reial anomenada Easthampstede. Una altra llegenda diu que el cavaller Lancelot va ser hoste de sir Bernard, que vivia aquí, i es va ficar al llit de la seva filla, la bella Elaine la Blanca, també anomenada Elaine d'Astolat.
Ascot formava part antigament de la parròquia de Sunninghill i la major part del territori era un perillós bruguerar on s'amagaven fugitius.
Es diu que la reina Anna es va allunyar un dia del bosc proper a la seva residència, Windsor Forest, i li va agradar el territori, el qual li va semblar òptim per fer curses de cavalls. Després d'uns quants arranjaments, el 1711 va organitzar la primera cursa del que després seria el famós hipòdrom.

## Esglésies

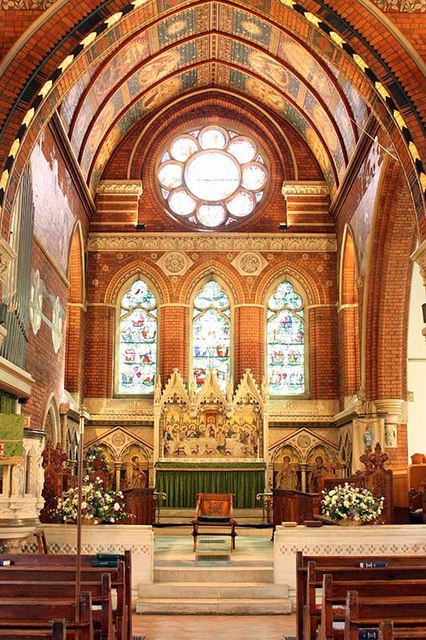
Cor i presbiteri de l'església de Tots Sants.

A Ascot hi ha tres esglésies anglicanes i una de catòlica.
L'església de Tots Sants és un edifici de maons rojos d'estil que pretén reviure l'estil gòtic, va ser dissenyada T.H. Rushforth i construïda el 1864. Conté un interior ricament decorat. El vitrall oriental representa l'arbre de Jesé i és un treball de C.E. Kempe & Co, fet el 1907. Més amunt hi ha una bonica rosassa feta per Hardman & Co.
L'església de Totes les Ànimes està al sud de la ciutat. També de maons rojos, és obra de J.L. Pearson i es va construir entre 1896–97. Té una torre central amb teulada piramidal. La nau central comunica amb quatre naus laterals, dues per banda. El sostre del cor, presbiteri i creuer tenen volta de creueria. Està catalogada com a patrimoni nacional de grau II.
El Priorat d'Ascot va ser fundat el 1861 per la Societat de la Sagrada Trinitat. Els seus edificis van ser dissenyats pels arquitectes Charles Buckeridge, William Butterfield, George Gilbert Scott i Leonard Stokes.
L'església catòlica d'Ascot està dedicada a sant Francesc i també és un edifici de maons rojos. Va ser dissenyada pel sacerdot i arquitecte A.J.C. Scoles i es va construir el 1889 imitant un estil més antic.

## Economia

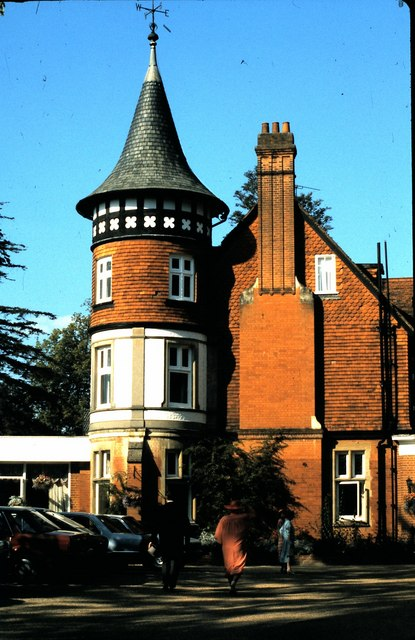
Un hotel a Ascot

La principal font d'ingressos és l'hipòdrom d'Ascot que dona feina a unes 70 persones a temps complet, personal que augmenta fins a 6.000 durant la setmana que se celebra la Royal Ascot week. A la ciutat hi ha diverses empreses amb oficines al Ascot Business Park, que es va inaugurar el 2008, entre les quals està la fàbrica de joguines Jakks Pacific, encara que la majoria són petites i mitjanes empreses. El Col·legi Oficial de la Construcció (Chartered Institute of Building), una corporació de dret públic que agrupa professionalment treballadors de la construcció té la seu a Ascot.
Ascot és també una ciutat d'estudiants, ja que hi ha diverses institucions educatives, la majoria tenen internat per a noies, i són institucions molt conegudes entre les classes benestants i membres de la reialesa: la Heathfield School, St. George's School, St Mary's School, Ascot School (escola catòlica), i la Licensed Victuallers' School. Papplewick i Charters School són les úniques de caràcter públic.
En aquesta ciutat hi ha també una acadèmia militar, anomenada 4 Platoon Ascot («esquadró 4 d'Ascot»). La unitat aquí destacada rep el nom d'Irish Guards, ja que la divisió a què pertany celebra esdeveniments propis d'Irlanda, com ara la "diada de sant Patrick", i té el privilegi de participar en competicions amb irlandesos. Aquest esquadró acostumava a fer una desfilada durant la setmana de curses a l'hipòdrom però van deixar de fer-ho a petició dels propietaris del negoci.